# نواف شکرالله
نواف شکرالله (زاده ۱۳ اکتبر ۱۹۷۶) داور فوتبال اهل بحرین است.
وی در سال ۲۰۰۸ وارد لیست بین‌المللی فیفا و ای‌اف‌سی شده و در جام جهانی فوتبال زیر ۱۷ سال و جام باشگاه‌های جهان ۲۰۱۲ قضاوت کرده‌است. شکرالله یکی از داوران جام جهانی ۲۰۱۴ در برزیل نیز بود.